# إيرين كريسبين
إيرين كريسبين (بالإنجليزية: Irene Crespin)‏ هي عالمة جيولوجيا وأحافير دقيقة أسترالية.
اهتمام ايرين في الجيولوجيا لفتت انتباهها إلى فريدريك تشابمان، الذي كان عالم الحفريات في
«المتحف الوطني في فيكتوريا». لتصبح إيرين مساعدة له، ومن ثم حلت محله كعالمة حفريات في وزارة الداخلية، حيث حصل على نصف راتبه ومعداته ومساحاته المكتبية لأنها امرأة. في وقت لاحق بدأت كريسبين في البحث عن الحفريات في جميع أنحاء أستراليا.

## النشأة
ولدت الجيولوجي إيرين كريسبين في 12 نوفمبر 1896 بمدينة كيو، الواقعة في ولاية فيكتوريا الأسترالية، من والدين فيكتوريين، والده هو «غودوين جورج كريسبين» وهو بائع بالمزاد أما والدتها فهي «إليزا جين».
في الأصل، كانت كريسبين تحلم بأن تصبح كموسيقية، لكن وبعد حضورها لمدرسة مانسفيلد الزراعية الثانوية، وجدت الإلهام في أن تصبح جيولوجية.
حصلت كريسبين على درجة البكالوريوس من جامعة ملبورن في سنة 1919، حيث درست لتصبح مدرسة. ما زاد من طموحها أكثر، حيث رغبت في أن تعمل مع فريدريك تشابمان، هذا الأخير الذي أصبحت مساعدته في ديسمبر 1927. منذ ذلك الحين وهي تساعد تشابمان في دراسته وبحثه لاكتشاف النفط والمعادن في المنطقة.

## المسيرة المهنية
في 1 يناير 1936 كعالمة حفريات في وزارة الداخلية. بعد ان حصلت على شرف العمل مع تشابمن، أصبحت أخير مكانه، لكن للأسف كانت مع ذلك وضعية كريسبين أقل من اللازم: إذ بلغ راتبها نصف راتب فريدريك تشابمان، واضطرت إلى مواصلة العمل مع أدوات غير كافية وفي بيئة عمل أقل من المرغوبة.
أدت رغبة كريسبين في مواصلة دراستها الجيولوجية إلى انتقالها إلى العاصمة كانبرا، لكي تكون على اتصال بالمستشار الجيولوجي للكومنولث «والتر جورج وولنوغ». على مدى مسيرتها المهنية، نشرت كريسبين ما يقرب من 90 وثيقة -بما في ذلك عملها المتميز عن المنخربات - ككاتبة وحدها وأكثر من عشرين أخرى بالتعاون مع علماء آخرين.
في سنة 1939، سافرت كريسبين إلى جاوة وسومطرة في إندونيسيا، لمناقشة علماء الحفريات الدقيقة الذين كانوا في الخدمة الحكومية والصناعة، فيما يتعلق بالمشاكل القائمة مع العلاقة الثلاثية في منطقة الهند-المحيط الهادئ.
في سنة 1951 دعيت كريسبين لزيارة للولايات المتحدة من أجل مخاطبة «الجمعية الأمريكية لجيولوجيي البترول». في سنة 1953 اندلع حريق في مكتب الموارد المعدنية التابع لمنظمة العلوم الجيولوجية في أستراليا، مما أدى إلى تدمير العديد من من كتب وأعمال كريسبين.
في سنة 1961، قررت كريسبين التقاعد في سن ال 65 عاما.

## الوفاة
توفيت كريسبين في الثاني من يناير 1980 بمدينة كانبيرا.
قبل ذلك كانت قد سجلت جزءا من تاريخ عملها في علم الأحياء الدقيقة بأستراليا، في عملها "Ramblings of a Micropalaeontologist" سنة 1975.

## الجوائز والتكريمات
- حصلت كريسبين على بكالوريوس في الآداب من جامعة ملبورن في سنة 1919.[5]
- في سنة 1953، تلقت كريسبين ميدالية تتويج من الملكة اليزابيث الثانية.[5]
- في سنة 1957، تلقت كريسبين «وسام كلارك» من الجمعية الملكية لنيو ساوث ويلز.[5]
- يسمى شارع في ضاحية كانبيرا بحي بانكس باسم كريسبين بلاس تكريما لها.
- تمنح جائزة إيرين كريسبين لعلم الحفريات من قبل كلية العلوم في الجامعة الوطنية الأسترالية لمكافئة التميز في علم الحفريات الجامعية.
- في سنة 1960، حصلت كريسبين على درجة الدكتوراه في العلوم من جامعة ملبورن.
- في سنة 1962، حصلت كريسبين على جائزة الاستحقاق من رابطة الكومنولث للموظفين المحترفين.[5]
- في سنة 1969، حصلت كريسبين على وسام الإمبراطورية البريطانية برتبة ضابط.[5]
- في سنة 1973، تحصلت على منصب مهني، كعضو فخري في الرابطة الأسترالية والنيوزيلندية للنهوض بالعلوم.[5]